# Daniel Buczyński
Daniel Olszyna Buczyński herbu Strzemię – podkomorzy powiatu zawilejskiego w 1804 roku, sędzia zawilejski w 1798 roku, sędzia ziemski i ziemiański zawilejski w 1794 roku, cześnik oszmiański w latach 1789-1796, brał udział w pracach Rady Najwyższej Narodowej w 1794 roku, szambelan Stanisława Augusta Poniatowskiego w 1786 roku.
Syn Ludwika Buczyńskiego i Teresy Szulborskiej.
Komisarz Komisji Porządkowej Cywilno-Wojskowej województwa wileńskiego powiatu oszmiańskiego repartycji postawskiej w Postawach w 1790 roku.